# Jukka Kalso
Jukka Kalso (* 13. August 1955) ist ein ehemaliger finnischer Skispringer.
Kalso bestritt am 30. Dezember 1982 sein erstes Springen im Skisprung-Weltcup. Er beendete das Springen in Oberstdorf auf dem 46. Platz. Auch die folgenden Weltcup-Springen verliefen weniger erfolgreich. Erst am 21. Januar 1984 konnte er mit Platz 6 im japanischen Sapporo erstmals in die Punkte und die Top 10 springen. Am 23. März 1985 konnte er diese Leistung noch steigern und landete in Štrbské Pleso auf dem 4. Platz. Sein erstes Podium erreichte er mit dem 3. Platz beim Springen in Thunder Bay am 6. Dezember 1986. Knapp einen Monat später konnte er in Garmisch-Partenkirchen sogar den 2. Platz erreichen. Er beendete die Saison 1986/87 am Ende auf dem 16. Platz in der Weltcup-Gesamtwertung. Es war seine erfolgreichste jedoch auch letzte aktive Skispringersaison.